# Sân bay quốc tế Lanseria
Sân bay Lanseria (IATA: HLA, ICAO: FALA) là một sân bay quốc tế thuộc sở hữu tư nhân ở phía tây bắc Johannesburg, Nam Phi.
Sân bay này được xây năm 1974, có thể phục vụ các loại máy bay như Boeing 757-300 và Airbus A319.

## Các hãng hàng không và tuyến bay
- King Air Charter
- Kulula.com (Cape Town, Durban)
- LAM Mozambique Airlines (Vilanculos)
- Norse Air
- Travelmax (Inhambane, Vilanculos)
- CEM Air